# 官能地帯 哀しみの女街
『官能地帯 哀しみの女街』（かんのうちたい かなしみのおんなまち）は、1972年9月6日公開の日本映画。上映時間72分。日活が制作・配給した。日活ロマンポルノ時代の村川透監督による2作目である。
内容は華やかなネオン街、新宿で働く女性たちの笑顔に隠された彼女たちの生活の苦悩を描いた作品である。

## スタッフ
- 企画：伊藤亮爾
- 脚本：江口楯男
- 撮影：姫田真佐久
- 音楽：月見里太一
- 録音：古山恒夫
- 美術：菊川芳江
- 照明：川島晴雄
- 助監督：中川好久
- スチール：浅石靖
- 監督：村川透

## キャスト
- 美紀：青山美代子
- 恵子：葵三津子
- 旗子：絵沢萌子
- 道代：真湖道代
- 美代子：相川圭子
- 幸男：谷本一
- 三上：清水国雄
- 山岡：粟津號
- 熊貝：江角英明
- 小泉郁之助
- 白井鋭
- 近江大介
- 朝子：しまさより
- ユズル：中野由美
- セキ子：原田千枝子
- 浜口竜哉
- 大泉隆二
- 矢藤昌宏
- 賀川修嗣
- 深町真樹子
- 木田P太
- 木田Q太